# Rhagio basimaculatus
Rhagio basimaculatus är en tvåvingeart som beskrevs av Yang 1993. Rhagio basimaculatus ingår i släktet Rhagio och familjen snäppflugor. Inga underarter finns listade i Catalogue of Life.